# NGC 6272
NGC 6272 is een spiraalvormig sterrenstelsel in het sterrenbeeld Hercules. Het hemelobject werd op 28 juni 1864 ontdekt door de Duitse astronoom Albert Marth.

## Synoniemen
- ZWG 169.22
- KUG 1656+280
- PGC 59367